# Château de Beaumont-du-Gâtinais
Pour les articles homonymes, voir Château de Beaumont.
Le château de Beaumont-du-Gâtinais est situé sur la commune de Beaumont-du-Gâtinais en Seine-et-Marne, à 8 kilomètres au sud  de Puiseaux.

## Histoire
La famille des seigneurs de Beaumont citée au XIe siècle ayant disparu au XIIIe siècle, c’est la petite-fille de Jacques Cœur, mariée à Louis de Harlay en 1493, qui transmet les terres à cette nouvelle descendance. 

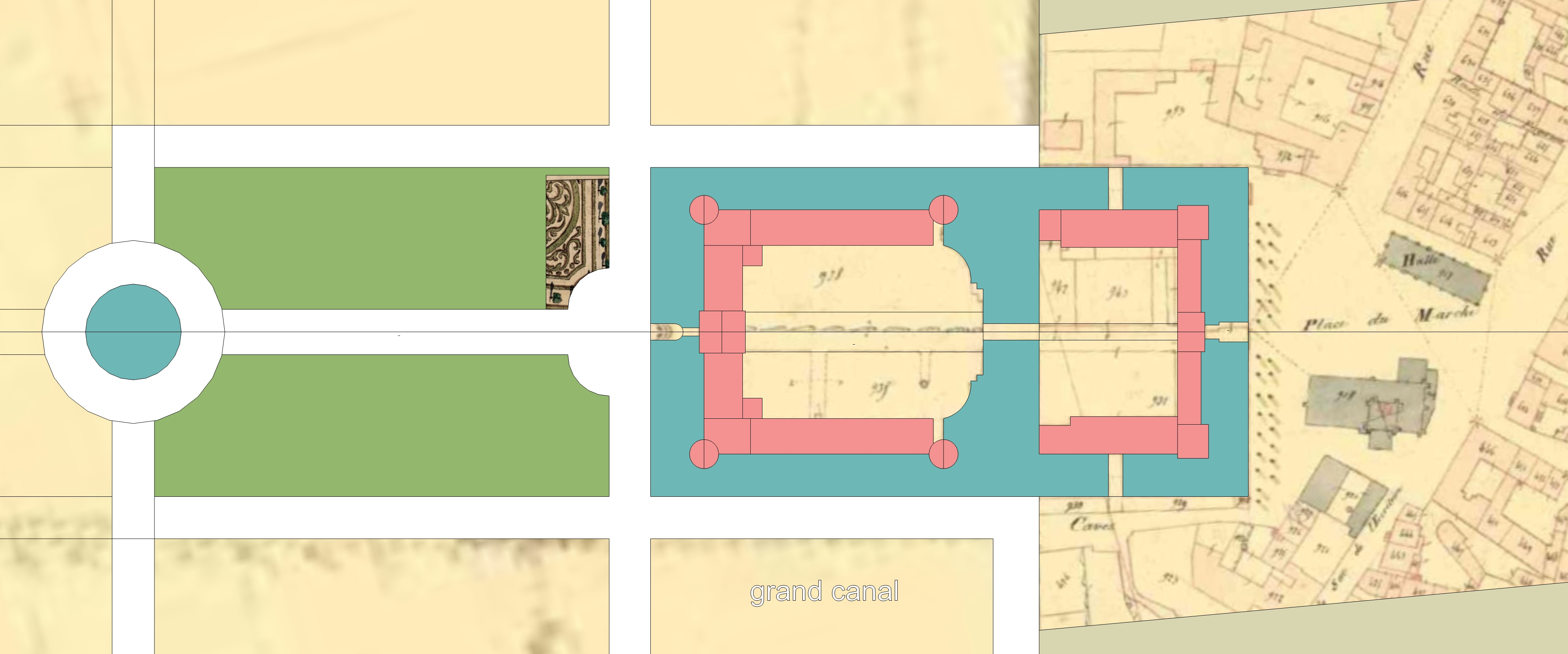
Restitution du plan du château de Beaumont au XVIIe siècle (Beaumont-du-Gâtinais, Seine-et-Marne)

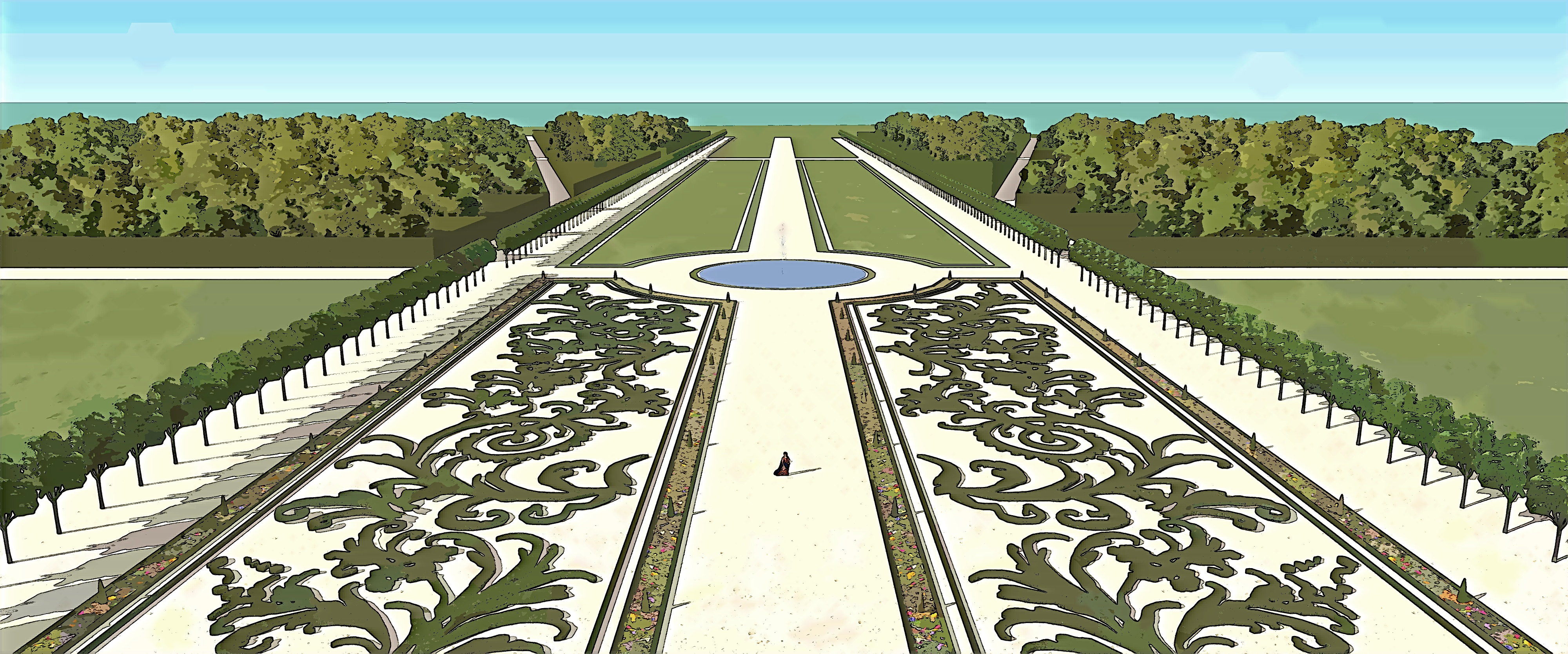
Evocation du grand parterre du château de Beaumont-en-Gâtinais, au XVIIe siècle. Vue restituée depuis la lanterne du château

C’est Achille Ier de Harlay (1536-1616), premier Président au Parlement de Paris qui permettra à la seigneurie de Beaumont d’être érigée en Comté en 1612. L'embellissement et l'agrandissement du château sont l'œuvre d'Achille III de Harlay.
Après la Révolution française, le château fut vendu en 1798 et  en partie démoli en 1804.
Certaines parties de l'ancien château sont classés monuments historiques depuis le 16 juillet 1984 : 
- les façades et les toitures des bâtiments situés autour de la première cour;
– le portail d’entrée du XVIe siècle;
– les deux tours rondes aux angles sud-est et nord-est;
– les douves avec les quatre ponts : pont d’accès au portail, pont reliant la première cour au terre-plein de l’ancien château, pont donnant sur la rue des caves, pont à l’ouest du terre-plein de l’ancien château.

## Architecture

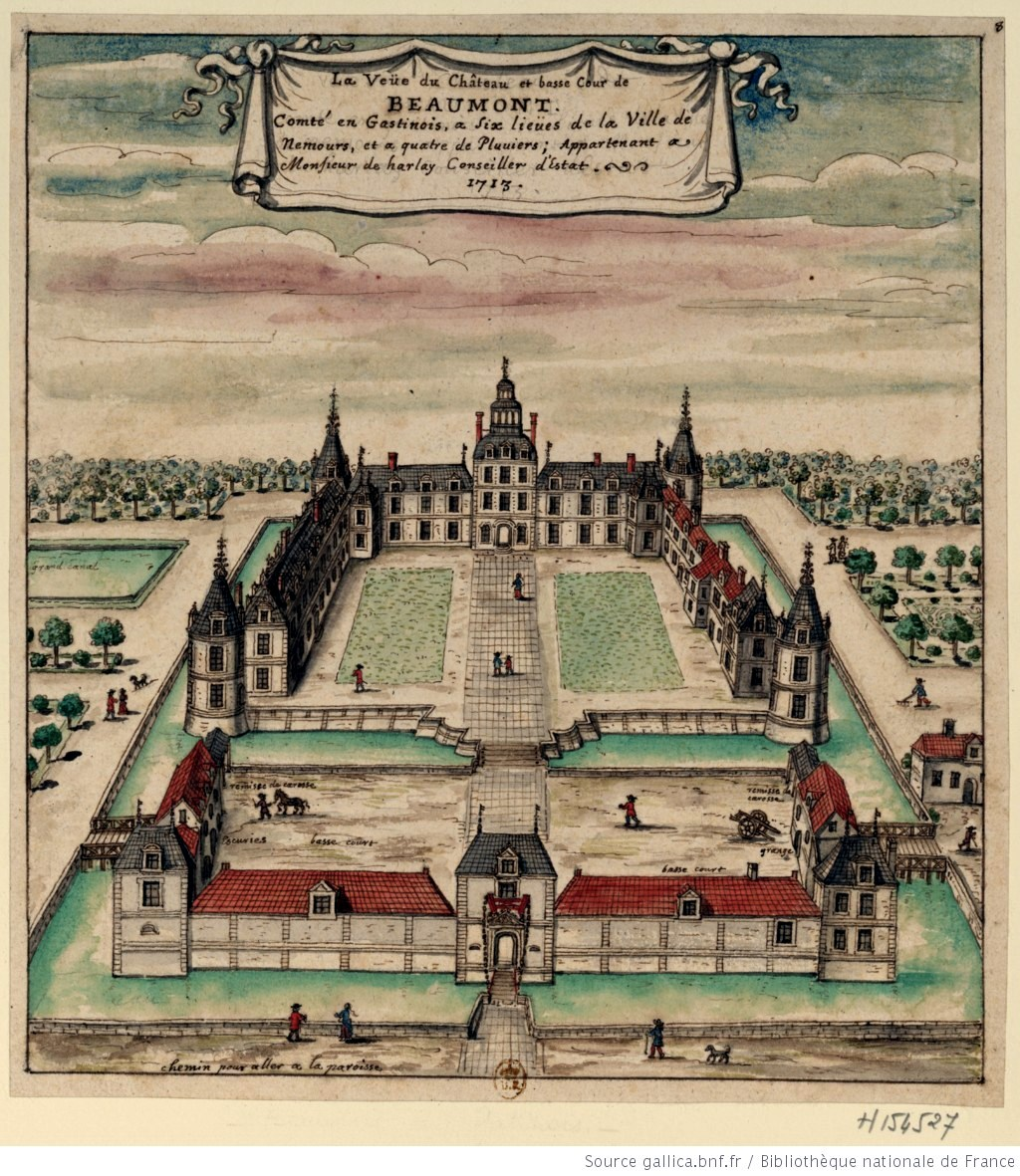
Dessin de Louis Boudan de 1713.

L'architecte de cet édifice reste inconnu. Il a subi à l’évidence, l’influence des artistes italiens qui travaillaient à Fontainebleau à cette époque.
Un dessin du château  daté de 1713, conservé à  Bibliothèque Nationale de Paris, représente l’ensemble en forme de fer à cheval. 
Le château est entouré par des douves encore en eau qui sont alimentées par la rivière Fusain qui parcourt la commune.
Ces fossés séparent l’ensemble en 2 parties reliées entre elles par 4 ponts.
L’un, à l’entrée principale, mène à la porte Renaissance flanquée de 2 pavillons, puis vers la cour centrale.